# Johann Jakob Schweppe
Johann Jakob Schweppe, né le 16 mars 1740 à Witzenhausen en Hesse-Cassel et mort le 18 novembre 1821 au Petit-Saconnex, est un horloger et orfèvre hessois qui s'installa en 1766 à Genève comme joaillier,. S'appuyant sur les travaux du pasteur et chimiste britannique Joseph Priestley, il invente à la fin du XVIIIe siècle un procédé permettant de dissoudre du dioxyde de carbone dans l'eau afin d'en faire une boisson gazeuse. Il dépose un brevet en 1783, qui concerne alors un breuvage aux vertus médicinales.
Après 1783, il transforme le domaine rural des Petits-Crêts, au Grand-Saconnex en résidence bourgeoise, dont il fait sa demeure. En 1790, il fonde à Genève avec Nicolas Paul, Henri-Albert Gosse et William Belcombe une fabrique d'eaux minérales artificielles. Deux ans plus tard, il part pour Londres, où il installe une succursale à Drury Lane, mais qui est gérée de manière indépendante et fait rapidement fortune. Le slogan de l'entreprise Schweppes est depuis lors « Soft Drink Manufactures Schweppes Ltd. London. Famous since 1783 ». En 1799, Schweppe vend ses parts de la société à ses associés et prend sa retraite.
Il rentre à Genève, au Grand-Saconnex, où il a fait transformer en maison bourgeoise le domaine rural des Petits Crêts. L'enlèvement de sa fille de douze ans Colette en 1789 cause un émoi considérable à Genève. Il meurt à Genève en 1821.